# Alianza FC (El Salvador)
Alianza FC is een Salvadoraanse voetbalclub uit San Salvador. De club werd opgericht in 1960. Alianza FC speelt in de Primera División en heeft als thuisstadion het Estadio Cuscatlán, dat 39.000 plaatsen telt.

## Erelijst
Nationaal
- Landskampioen

1966, 1967, 1987, 1990, 1994, 1997, Apertura 1998, Apertura 2001, Clausura 2004, Clausura 2011, Apertura 2015, Apertura 2017, Clausura 2018
- Copa Presidente

1966
Internationaal
- CONCACAF Champions Cup

1967
- Copa Interclubes UNCAF

1997